# アイベルシュタット
アイベルシュタット（ドイツ語: Eibelstadt）はドイツ連邦共和国バイエルン州ウンターフランケン地方のヴュルツブルク郡の市で、アイベルシュタット行政共同体の本部所在地である。

## 地理
アイベルシュタットは、マイン川沿いのワイン街であり、大学都市ヴュルツブルクに隣接する社会資本の整った街である。

### 自治体の構成
本市は、公式には2つの地区 (Ort) からなる。このうち小集落や孤立農場などを除いた集落は、首邑のアイベルシュタット地区のみである。

## 歴史
この街の創設はカール大帝の時代、787年に遡る。1434年に皇帝ジギスムントによってアイベルシュタットに都市権が授けられ、これ以後アイベルシュタットの市民はフス派に対する戦いを援助し、成功を収めた。アイベルシュタットはヴュルツブルク司教区の司教座聖堂参事会の所領として1803年に1803年にまずバイエルン大公領に世俗化された。その後プレスブルクの和約（1805年）に基づいてトスカーナ大公フェルディナンド3世によって創設されたヴュルツブルク大公国領に移されたが、1814年に最終的にバイエルン王国領となった。バイエルンの行政改革に伴う1818年の市町村令により現在の自治体が成立した。

### 人口推移
- 1970年 2,023人
- 1987年 2,279人
- 2000年 2,838人
- 2007年1月22日 3,065人

## 行政
アイベルシュタット市の第1市長はマルクス・シェンク (CSU) である。市議会は15人の議員からなる。

### 紋章
図柄: 金地に金の冠を被り赤い爪で威嚇する黒い獅子の半身。その周りを取り囲むように、だが左側（向かって右）が開いた形で、緑のブドウの蔓が伸びる。蔓には緑の葉と青い房があり、獅子が前足でこれをつかんでいる。
以前は帝国レーエンであったアイベルシュタットは1096年からヴュルツブルク司教領になった。1803年の旧帝国終焉までアイベルシュタットの統治権はヴュルツブルク司教座教会参事会主席と参事会の間で分割されていた。1434年に皇帝ジギスムントはこの町に都市権と市章を授与した。紋章のブドウの蔓は、今日でもこの街の主要な経済分野であるブドウ栽培を表している。この紋章はバイエルンでブドウをモチーフにした最も古い例である。獅子は、皇帝ジギスムントがボヘミア出身であることからボヘミアの獅子に由来する。紋章のデザインは、これが授与された時からほとんど変更されていない。1820年からの一時期、獅子がグリフィンであると誤って解釈されていた時期がある。色については長い間定められていなかった。1920年代にも銀地に赤い冠を被り赤い爪で威嚇する黒い獅子が描かれ、ブドウの房が金色で描かれていた。現行の紋章は1987年に確定したものである。

## 文化と見所

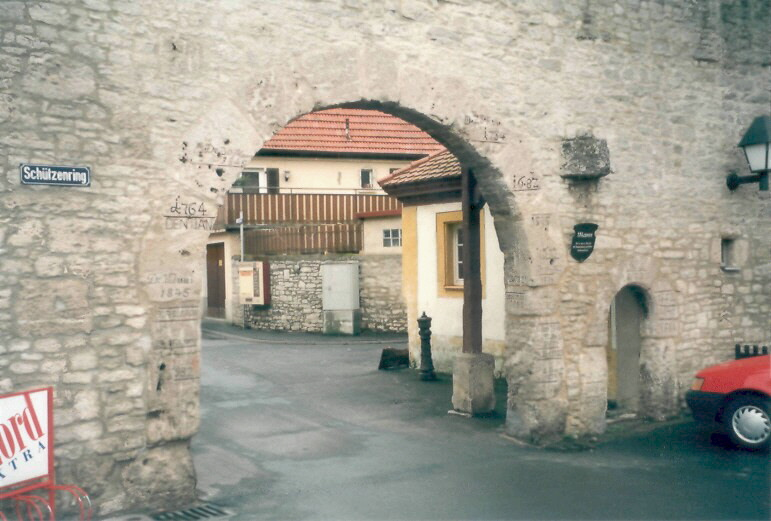
アイベルシュタットのマイン門

### 見所
- 完全に保存されている14の塔を持つ市壁。特にマイン門と1573年建造のケーレ塔
- マリア柱（金色の冠を被った聖母像）のあるマルクト広場
- ホイマルクト（干し草市場）
- バロック様式のヴュルツブルク司教座教会参事会役場。参事会広間は創建当時のままの漆喰天井を遺している。
- 聖ニコラウス教区教会。この教会は多くの貴重な作品を有している。ティルマン・リーメンシュナイダー工房で1505年頃に作製された磔刑群像や様々な後期ゴシック様式の像などである。
- この街は、数世紀を経た嫋々たる建築物で彩られている。ヴュルツブルク聖堂参事会のプレツェンスホーフ、様々な貴族の館、修道院事務所、シュタウフェン時代の王領の遺跡などである。
- 夏の週末に2回、アイベルシュタットのワイン祭が開催される。

### 博物館
- 郷土博物館
- 市立文書館

## 経済と社会資本

### 交通
この街は、連邦アウトバーンA3号線のヴュルツブルク/ランダースアッカー・インターチェンジから連邦道B13号線沿いに約2kmに位置する。最寄りの鉄道駅は、トロイヒトリンゲン - ヴュルツブルク線のヴィンターハウゼン駅で、アイベルシュタットから約4kmの位置にある。

### 教育
- 基礎課程学校 1校

## 引用
1. ↑  https://www.statistikdaten.bayern.de/genesis/online?operation=result&code=12411-003r&leerzeilen=false&language=de Genesis-Online-Datenbank des Bayerischen Landesamtes für Statistik Tabelle 12411-003r Fortschreibung des Bevölkerungsstandes: Gemeinden, Stichtag (Einwohnerzahlen auf Grundlage des Zensus 2011)
2. ↑  Bayerische Landesbibliothek Online